# Patrizia Caccamo
Patrizia Caccamo (Wickede, 12 marzo 1984) è una calciatrice italiana, attaccante del Caprera.

## Carriera
Attaccante/centrocampista, ha militato in Serie A con il Gravina fino al 2006, anno di scioglimento del club. Nello stesso anno è passata alla Virtus Romagna in Serie B (28 goal in 17 incontri), per poi tornare in Sicilia l'anno successivo, all'Acese (30 goal, non sono compresi i play-off).
Nel luglio 2009, su sua richiesta, ha ottenuto dalla Lega Nazionale Dilettanti lo svincolo dal club di Aci.
Nell'estate 2012 firma un contratto con il Riviera di Romagna tornando a giocare in Serie A. Nella stagione 2013-2014 è la massima realizzatrice delle giallorossoblu con 11 gol su 29 partite disputate. Con il Riviera rimane tre campionati, congedandosi al termine della stagione 2014-2015, anno in cui perde il play-off con il San Zaccaria per l'ultimo posto utile in Serie A, con un tabellino personale di 32 reti su 86 presenze.
Durante il calciomercato estivo 2015 trova un accordo con la neoistituita Fiorentina Women's.
Ai primi di dicembre 2018 ha lasciato la Fiorentina dopo più di tre anni per passare al Mozzanica.
Dopo la mancata iscrizione delle neroblù alla Serie A 2019-2020, in seguito al termine della collaborazione con l'Atalanta maschile, scende in Serie B, accordandosi con il Vittorio Veneto, appena ripescato.

## Statistiche

### Cronologia presenze e reti in nazionale
| Cronologia completa delle presenze e delle reti in nazionale ― Italia | Cronologia completa delle presenze e delle reti in nazionale ― Italia | Cronologia completa delle presenze e delle reti in nazionale ― Italia | Cronologia completa delle presenze e delle reti in nazionale ― Italia | Cronologia completa delle presenze e delle reti in nazionale ― Italia | Cronologia completa delle presenze e delle reti in nazionale ― Italia | Cronologia completa delle presenze e delle reti in nazionale ― Italia | Cronologia completa delle presenze e delle reti in nazionale ― Italia |
| Data                                                                  | Città                                                                 | In casa                                                               | Risultato                                                             | Ospiti                                                                | Competizione                                                          | Reti                                                                  | Note                                                                  |
| --------------------------------------------------------------------- | --------------------------------------------------------------------- | --------------------------------------------------------------------- | --------------------------------------------------------------------- | --------------------------------------------------------------------- | --------------------------------------------------------------------- | --------------------------------------------------------------------- | --------------------------------------------------------------------- |
| 2-3-2016                                                              | Dherynia                                                              | Italia                                                                | 2 – 0                                                                 | Ungheria                                                              | Cyprus Cup 2016                                                       | -                                                                     | 83’                                                                   |
| 4-3-2016                                                              | Larnaca                                                               | Italia                                                                | 1 – 1                                                                 | Irlanda                                                               | Cyprus Cup 2016                                                       | -                                                                     | 46’                                                                   |
| 7-3-2016                                                              | Larnaca                                                               | Italia                                                                | 0 – 0                                                                 | Austria                                                               | Cyprus Cup 2016                                                       | -                                                                     |                                                                       |
| 9-4-2016                                                              | Bienne                                                                | Svizzera                                                              | 2 – 1                                                                 | Italia                                                                | Qual. Euro 2017                                                       | -                                                                     | 83’                                                                   |
| 12-4-2016                                                             | Reggio Emilia                                                         | Italia                                                                | 3 – 1                                                                 | Irlanda del Nord                                                      | Qual. Euro 2017                                                       | -                                                                     | 46’                                                                   |
| 07-12-2016                                                            | Manaus                                                                | Russia                                                                | 0 – 3                                                                 | Italia                                                                | Torneio Internacional 2016                                            | -                                                                     | 70’                                                                   |
| 11-12-2016                                                            | Manaus                                                                | Italia                                                                | 3 – 0                                                                 | Costa Rica                                                            | Torneio Internacional 2016                                            | -                                                                     | 63’                                                                   |
| 14-12-2016                                                            | Manaus                                                                | Brasile                                                               | 3 – 1                                                                 | Italia                                                                | Torneio Internacional 2016                                            | -                                                                     | 46’                                                                   |
| Totale                                                                |                                                                       | Presenze                                                              | 8                                                                     |                                                                       | Reti                                                                  | 0                                                                     |                                                                       |

## Palmarès

### Club
- Campionato italiano: 1

Fiorentina: 2016-2017
- Coppa Italia: 2

Fiorentina: 2016-2017, 2017-2018
- Supercoppa italiana: 1

Fiorentina: 2018